# Portugal e o Futuro
Portugal e o futuro, de António de Spínola, foi um livro publicado pelo editor Waldemar Paradela de Abreu com a chancela da Editora Arcádia, no dia 22 de fevereiro de 1974. Nesse livro, o ex-governador da Guiné Portuguesa advogava que, após 13 anos de Guerra do Ultramar, uma solução política e não militar seria a única saída para o conflito.
As acções do governo marcelista, a demissão dos generais António de Spínola e Francisco da Costa Gomes dos cargos que ocupavam no Estado-Maior General das Forças Armadas, e a organização de cerimónia de apoio ao regime pela designada "Brigada do Reumático", assim chamada por ser maioritariamente constituída por idosos oficiais-generais dos três ramos das Forças Armadas, vieram ainda mais mostrar quanto o regime se sentia ameaçado pelas ideias contidas no livro.
No rescaldo da publicação, Marcello Caetano pede a demissão ao ultra-conservador Presidente da República Américo Thomaz, que não a aceita. Seguiriam duas acções pelos descontentes do Movimento das Forças Armadas, o Levantamento das Caldas de 16 de Março, e a Revolução dos Cravos de 25 de Abril.

## Antecedentes - a construção do ideário spinolista

### Primeiro comando em África
Entre 1961 e 1964, Spínola, voluntário na Guerra Colonial em Angola, distinguiu-se ao comando do Batalhão de Cavalaria 345, a sua doutrina militar de aproximação às populações locais fazendo-se valer, a par de mais méritos militares, com resultados notáveis de contenção dos guerrilheiros.
A doutrina seguida pelo governo central e seus Governadores Militares havia sido em geral bastante distinta da preconizada por Spínola, Costa Gomes e até por Venâncio Deslandes, seu amigo de longa data com o qual partilhava muitas ideias políticas, que havia sido demitido do governo de Angola por excesso de defesa da autonomia regional.

### Governador da Guiné

#### Nomeação e o conservadorismo de Salazar
Dados os sucessos de Spínola no terreno, em maio de 1968, por indicação de Silva Cunha e Gomes de Araújo, Salazar propõe a Spínola que este substitua Arnaldo Shulz como governador da Guiné Portuguesa. Spínola, entendo que condicionantes acima do governo regional luso-guineense impediriam "o êxito da missão", aceita com condições e críticas ao governo central, expostas ao próprio Salazar em privado, numa reunião entre apenas os dois:
Declara a Salazar que o "problema de fundo" é o facto de Portugal se apresentar ao mundo e aos seus cidadãos ultramarinos como um "Estado-Nação", "uno e indivisível". Defende que esta noção deveria ser substituída por a de uma "Nação Pluriestatal", federalista, com "plena adesão" dos seus estados membros, unidos "elementos caracterizadamente diferenciados e separados entre si", mas "solidários através dos indiscutíveis benefícios que lhes adiviriam da Comunidade", a "força da coesão emergente do reconhecimento das vantagens da união sobre os inconvenientes do separatismo". Dever-se-ia então excluir mecanismos contrários a uma "adesão natural livremente aceite", como a então "imposta pelas força das armas".
Salazar discorda, crendo que Portugal deveria "saber esperar", "aguentar", que o mundo se encontrava temporariamente varrido por uma "tempestade vinda do Leste", após a qual os líderes mundiais reconheceriam "o verdadeiro alcance" da política portuguesa. Spínola entende isto como as consequências da excessiva centralização administrativa.
Spínola declara ademais que a solução final da guerra assentava sobretudo no "campo político-social", que era uma guerra pela "conquista das populações". Propunha centrar a acção de contra-subversão no plano económico e social, com programas de desenvolvimento económico e bem-estar social, que seriam conseguidos também pela solidariedade da metrópole, que inclusive dispensaria pagamentos por Planos de Fomento.
Apesar de Spínola sair desta reunião convencido da aparente receptividade de Salazar às suas condições e sugestões, o ditador declararia aos seus lealistas: "Esperemos que as realidades locais e as responsabilidades façam ver ao governador que o mundo não permitiria a viabilidade das suas ideias, senão vamos ter dissabores." O mundo tampouco permitiria a Salazar verificar a real viabilidade das suas próprias ideias para a resolução da guerra, sendo substituído em Setembro por Marcello Caetano. 

#### Reformas
Assim, como governador da Guiné, apesar de repetidamente se queixar ao governo central de falta de meios, a obra civil de Spínola consistiria em grandes projectos de investimento rodoviário, hídrico, médico e educativo, a par de notórias reformas políticas de aproximação às populações, que procura proteger dos guerrilheiros e incoporar na governança local e nas forças armadas. E até "re-conversão" dos separatistas, que incluía tentativas de aproximação aos líderes do PAIGC, com promessas de perdão em troca de reconsiderarem o seu papel na construção de "uma Guiné melhor", com alguns direitos políticos.
Sobre as faltas passadas portuguesas de abuso de autoridade, Spínola pede aos locais o esforço de "esquecer aspectos tristes do passado - para os quais, temos de reconhecer, também contribuímos - e restabelecer um clima de recíproca confiança", e às forças armadas "consciência plena dos erros cometidos no passado", proibindo "qualquer acto injustificado de violência contra as populações autóctones", "quer aquelas que nos são fiéis, quer as que se venham a apresentar".

#### Os ultra-conservadores da metrópole e a tibieza de Marcello
Spínola e Deslandes não são os únicos a defender a necessidade de autonomia dos territórios portugueses ultramarinos, o próprio Marcello Caetano teria defendido perante Salazar a “autonomia progressiva e participada” destes territórios. Assim, com o seu aval, era permitida a várias figuras do regime a defesa desta tese (como em Descentralização e autonomia na tradição da ação ultramarina de Portugal do próprio Silva Cunha), conquanto fossem feitos em termos adequadamente laudatórios do trabalho do governo neste sentido.
No entanto, a reforma constitucional marcelista de 1971 é insuficiente aos olhos de Spínola, pois o menos vincadamente autonomista Marcello Caetano sistematicamente não se faz valer perante os conservadores do regime (que Spínola acusa privadamente de "retrógrado paternalismo"), liderados por Américo Tomás, cujo apoio político Marcello crê essencial. Em resposta, Spínola envia a Caetano um documento intitulado Algumas Ideias sobre a Estruturação Política da Nação, onde defende uma "urgente" tese federalista, com um período transicional que "atenue os inconvenientes que podem surgir", e denuncia o "desfasamento" da política portuguesa com o "mundo actual".
Entendendo a necessidade de entrar na limitada arena política pública do Estado Novo, Spínola começará então a publicar os primeiros livros na sua linha de pensamento, esboçando já o Portugal e o Futuro. Publica Por Uma Guiné Melhor (1970), Linha de Acção (1971). Em 1971, Franco Nogueira, convervador integracionista do partido único, publica o seu livro As Crises e os Homens, e Spínola contrapõe com No Caminho do Futuro (1972). Não obtendo o apoio de Marcello para uma candidatura presidencial (evidente síntoma da inflexão de Marcello aos ultra-conservadores encabeçados por Américo Tomás) publica na mesma linha Por Uma Portugalidade Renovada (1973), e a 6 de agosto de 1973 finda o seu mandato como Governador da Guiné, retornando à "metrópole".
Encontra um ambiente conspirativo, em que, ainda mais belicista que o próprio regime, o general Kaúlza o sonda para uma eventual acção contra o regime marcellista, criticando a condução "ineficiente" da guerra. Spínola opõe-se, o que faz o Kaúlza considerá-lo "inconveniente" e seu opositor, "independentista" ou "autonomista". Passa a planear "eliminá-lo" numa eventual tomada de poder, o que, com Frade Júnior, daria a entender em conversas com representantes do MOFA (Movimento de Oficiais das Forças Armadas, depois chamado de Movimento das Forças Armadas). Otelo de Carvalho alerta Spínola e Costa Gomes, que comunicam a Vasco Lourenço e Carlos Fabião que, supostamente contra a vontade dos dois generais, comunicam a Silva Cunha o golpe de Kaúlza, e depois tornam pública a informação. 
Divide-se então o regime em três facções; entre Spínola e Costa Gomes, cada vez mais apoiados pelo crescente MOFA, "integristas" anti-reformistas encabeçados por Américo Tomás, e kaulzistas que querem um aumento considerável do esforço de guerra, Kaúlza não sendo apesar de tudo punido por Marcello, que tenta equilibrar e apaziguar forças. Após as notícias das movimentações de Kaúlza, reforça a posição de Costa Gomes como Chefe do Estado Maior das Forças Armadas ao criar o posto de "Vice-Chefe" para António Spínola, em janeiro de 1974.

## Escrita e publicação
O livro Portugal e o Futuro é escrito com ajuda de colaboradores e revisores, pessoas a ele próximas, como o seu irmão Francisco. O título sugere-o José Blanco, colaborador de Spínola.
Apesar da declaração de Spínola da sua intenção de se submeter à censura de Pereira Crespo e Marcello Caetano, o editor Waldemar Paradela de Abreu tinha intenções de, "se o livro fosse proibido", salvar a maior parte dos exemplares a tempo de serem vendidos clandestinamente.
Assegurado por Costa Gomes quanto ao conteúdo do livro, e calculando que a censura do livro seria não só escandalosa, como ineficaz e hostilizante de Spínola, Marcello aprova a publicação, feita pela Editora Arcádia no dia 22 de fevereiro de 1974, na crença de que o tomo de Spínola era apenas uma proposta de solução para o "problema ultramarino", em "defesa da solução federativa", e não tão ampla crítica ao governo, que Marcello viria a caracterizar como "leviana e de má-fé", contendo previsões de derrota em África "de um general experiente e prestigioso". 
Contra as expectativas de Marcello, o livro prenunciava publicamente que, não havendo reformas estruturais, o provável seria que “o drama da Índia" se repetisse em África. Contrapõe-se à "sujeição dos africanos", a "sustentação de mitos contra os quais o mundo se encarniça", "teimosia". Defendia que o "problema ultramarino" deveria ser objecto de "diálogo aberto à participação nacional", e "consulta final à Nação", e não "eternização da guerra", de "teses ultrapassadas", mas tampouco defendendo uma reforma "desvirtuadamente progressista, demagogia, radicalismo insuportável", em alusão aos defensores do modelo marxista, e da descolonização e entrega total e incondicional de poder aos grupos totalitários nativos em guerra. Defende um caminho para o reconhecimento dos povos à auto-determinação, por via de transparência e referendos, rejeitando o "neocolonialismo". Spínola acreditava que tal liberdade de escolha resultaria na tomada de um caminho conjunto, por via de um estado federal lusíada, descentralizado.
Denuncia também o isolacionismo do regime, o "preocupante atraso" em relação à "Europa de progressiva integração económica".

## A luta por Portugal e o seu futuro

### Spínola e Marcello
Spínola alegaria a Marcello Caetano que intentava com a publicação suportar o progressivismo bloqueado pelos ultras do regime. Lamentando o ataque dos conservadores à posição de Marcello, promete-lhe fim ao seu próprio "parêntese político". No rescaldo da publicação, Marcello Caetano pede a demissão ao ultra-conservador Presidente da República Américo Tomaz, que não a aceita.

### Marcelo ganha instável terreno
A despeito do desaforo aos conservadores do regime, o novo ambiente político permitirá que, a 5 de março, Marcello revisite reforçado a questão política da guerra, as reformas tornadas ineficazes pelos constantes entraves conservadores impostos pelos ultras. O Primeiro-Ministro compromete-se ao aumento da “autonomia progressiva do governo das províncias de acordo, segundo a [Revisão de 1971 da] Constituição, com o respetivo estado de desenvolvimento e os seus recursos próprios, [a] participação crescente das populações nas estruturas políticas e administrativas; [o] fomento dos territórios com ampla abertura à iniciativa, à técnica, ao capital de todos os países sob a única condição de se proporem valorizar a terra e a gente, e não explorá-las.” Para isto, declara necessário “defender energicamente em todos os campos a integridade de Portugal aquém e além-mar”, independentemente do seu custo financeiro, pois “quando estão em causa vidas e bens de milhares ou milhões de portugueses e a integridade do território nacional, é isso que conta em primeiro lugar”, mesmo “que a defesa implique sacrifícios”.
Nas sessões seguintes, a Assembleia Nacional debate reformas e críticas às políticas prévias, em raro desencontro público entre facções do partido único. A partir de dia 7 de março, confrontos encabeçados por, do lado dos progressistas, Mota Amaral e, dos conservadores, Cazal Ribeiro, provocam agitação no Hemiciclo em torno da "autonomia progressiva e participada do ultramar". Ao referir que Portugal está numa guerra que se pode perder e que a solução é política, Mota Amaral é interrompido pelo dueto Cazal Ribeiro e Henrique Tenreiro – "Já ouvi isto…", "Também já ouvi…", "umas certas parecenças com alguma coisa que eu li há pouco tempo..." – numa alusão às teses defendidas por Spínola no livro Portugal e o futuro. Mota Amaral responde com espírito: "Isto é como nos filmes, qualquer semelhança é pura coincidência..."
Mota Amaral questiona "se a nova política ultramarina, iniciada duas ou três décadas mais cedo, antecipando-se ao movimento da descolonização, não teria tornado possível garantir pelos séculos fora [a] presença lusíada em Goa, poupando-nos do mesmo passo tantas das arrelias e sofrimentos dos últimos e conturbados treze anos." "Se a gravidade da situação na metrópole e nos outros territórios portugueses chega ao ponto de o Chefe do Governo ter de vir pedir a esta Assembleia – facto, julgo eu, sem precedentes na vigência da Constituição de 1933 – um voto de confirmação da sua política ultramarina, não podemos nós fugir às responsabilidades que nos cabem como representantes da Nação. A Assembleia Nacional tem, pois, de manifestar-se claramente e sem tibiezas a favor da autonomia progressiva e participada do ultramar." Ecoando a abertura à futura auto-determinação em Portugal e o Futuro, vai mais longe que a posição do governo; chega a afirmar não ser "inglório lutar e porventura morrer para criar novos países se assim no futuro, quando o futuro o disser, tal vier a acontecer", o que Cazal Ribeiro declara ser fruto de falta de contacto directo com África.
Vota-se o apoio ao governo de Marcello com costumeira unanimidade, a favor. Ainda assim, insuficiente gesto.

### Ultras, resistências
Descontente com a incessante turbulência política causada pela publicação do livro de Spínola, a 11 de março Américo Tomaz insta Marcello a exonerar de imediato Costa Gomes e Spínola; "dois oficiais generais que mostravam não acreditar na vitória militar portuguesa em África". Marcello em consequência tenta de novo demitir-se. O Presidente Tomaz nega-lhe saída:
| “ | Já é tarde para qualquer de nós abandonar o seu cargo - temos de ir até ao fim. | ” |

Spínola e Costa Gomes são ultrapassados no funcionamento das Forças Armadas pelo Ministro de Guerra Andrade e Silva. No dia 12 de março, o equilibrista Marcello procura soluções entre os ultras e os dois generais, que os retenham a ambos nos seus postos. Promove então uma cerimónia pública de demonstração de fidelidade das Forças Armadas (FA) à política colonial do governo, à semelhança do que já havia obtido de outros órgãos como o Parlamento. Tenciona reforçar a sua imagem de chefe sobre os militares do regime, enfraquecida pela 'rebelde' publicação de Spínola, que deveria ladear Costa Gomes enquanto este declarava publicamente de que, de sua natureza e ética, as FA não tinham política própria. Os generais prontamente recusam a "descabida" "exigência ditatorial" de "vassalagem", repetindo a Marcello que a urgente solução da guerra é política. Costa Gomes avisa Marcello que "a generalidade das Forças Armadas não concordava com aquela manifestação: elas eram contrárias à guerra, enquanto a manifestação era pela continuação da guerra". Marcello replica que a ausência na cerimónia implicaria a sua exoneração imediata.
Entretanto, os spinolistas do Movimento das Forças Armadas contemplam levar a cabo um golpe. Otelo Saraiva de Carvalho, Casanova Ferreira, Manuel Monge, Garcia dos Santos, entre outros, organizam-no.

### Revolucionários
O conteúdo do livro irá cedo estimular vários descontentes das forças armadas ansiosos por transição de regime. Spinolistas do Movimento das Forças Armadas põe a circular, para recolha de assinaturas, uma declaração de apoio "ao chefe militar que em linguagem de verdade e com grande patriotismo expôs a situação do Ultramar, e hoje ocupa a alta função de Vice-Chefe do Estado Maior General das Forças Armadas, General António de Spínola."
Spínola diria que a cerimónia da Brigada do Reumático a 14 de março "[afectaria] o prestígio dos chefes militares responsáveis, [destruindo] irreversivelmente a coesão das Forças Armadas e, por conseguinte, qualquer hipótese de uma reacção militar hierarquizada". Após a cerimónia e consequente despedimento de Costa Gomes e Spínola, a sua ala do movimento levará a cabo o Levantamento das Caldas em março, a falta de aderência inviabilizando o precipitado golpe. Galvanizado e agora ciente da capacidade de resposta militar do regime, o Movimento das Forças Armadas prontamente leva a cabo a Operação Fim-Regime, a 25 de abril.

## Outras edições
Pouco depois, o livro teve uma edição no Brasil, pela Editora Nova Fronteira, com uma nota introdutória de Carlos Lacerda.